# 賽馬會創新樓
賽馬會創新樓（英語：Jockey Club Innovation Tower）位於香港九龍漆咸道南，屬香港理工大學。大樓由普立茲克建築獎得主薩哈·哈帝設計，原定於2011年年底完工，但延至2013年年中竣工。大樓由薩哈·哈帝建築事務所與創智建築師有限公司共同設計，總承建商為瑞安建業，工程顧問為奧雅納。賽馬會創新樓於香港工程師學會與英國結構工程師學會合辦的「卓越結構大獎二零一四」中獲「卓越結構嘉許獎」。
2011年7月，香港賽馬會撥款2.49億港幣贊助興建創新樓。故此大樓冠名為賽馬會創新樓。創新樓現為香港理工大學設計學院本部。

## 設計
2007年，薩哈·哈帝建築師樓贏得理大舉辦的大樓設計比賽。比賽以「象徵和推動香港發展成為亞洲設計中心的標誌建築」為題，哈帝與其團隊以「並行彈性」（collateral flexibility）為原則設計各系所之布局，務求融合大樓與平台的經典設計，創造一個無縫流暢的新結構，並創造一個從入口處就使遊客理解大樓設計特色的建築物。
位於建築工地原址的李格致運動場（Keith Legg Sports Field）被夷為平地，改建成理大X座，配以天台綠化園景。大樓行人主入口與其他大學建築物同樣位於校園平台層，方便師生出入。連接大樓的行人通道從附近的孫志新紀念廣場綿延至大樓大堂，創造了一個焦點通建築空間內的商店、餐廳、博物館和展覽區。
創新樓位於大學校園西北處，總樓面作業面積約12,000平方（130,000平方英尺），可供1800名師生使用。大樓共15層高，設1層地庫。創新樓以流線外型顛覆傳統高樓外觀，前衛設計所帶來的共融環境建立了啟迪創新的學術研究文化。
大樓設計的多樣性，表達了大學生活的活力和創造力，又配合香港迷人的市區景色。創新樓提供多種活動空間，除了在視覺上很吸引人外，它獨特的幾何形狀亦使其比同類建築佔用的地面空間要少。

## 現況
大樓現為設計學院所在地，以支援其專業發展，包括環境設計、工業及產品設計、視覺傳達設計、廣告以及數碼設計。

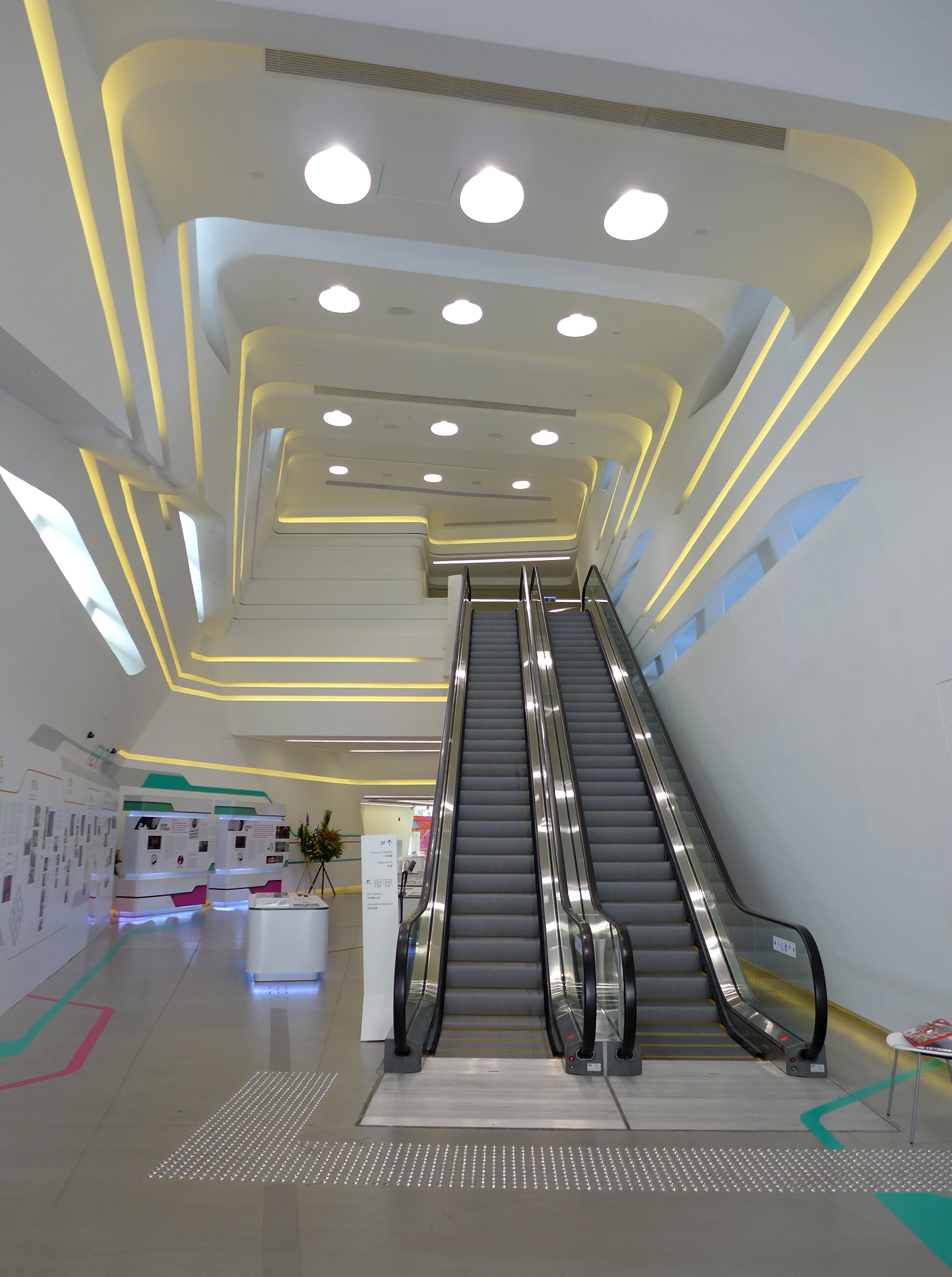
入口中庭
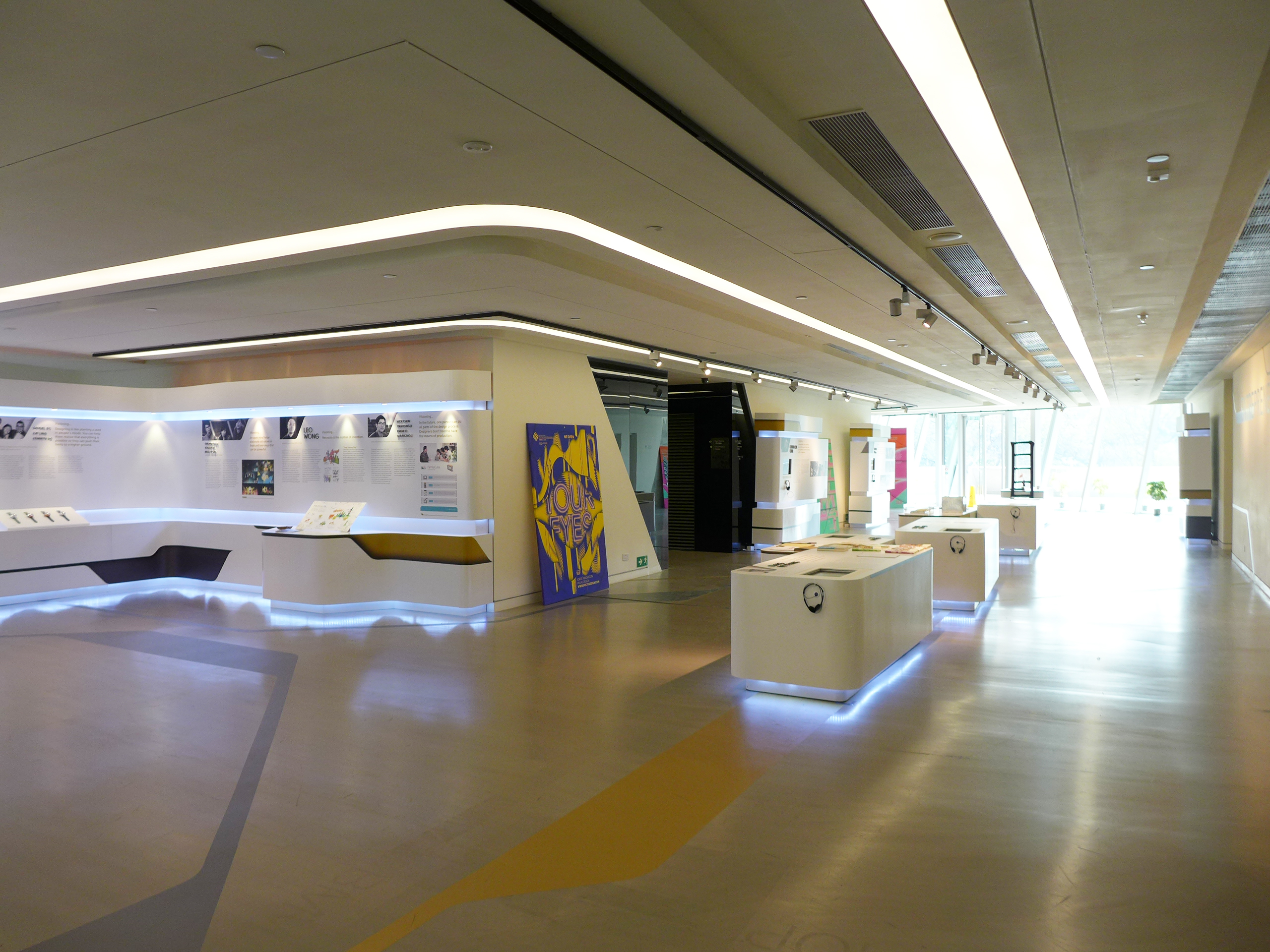
平台層的展覽
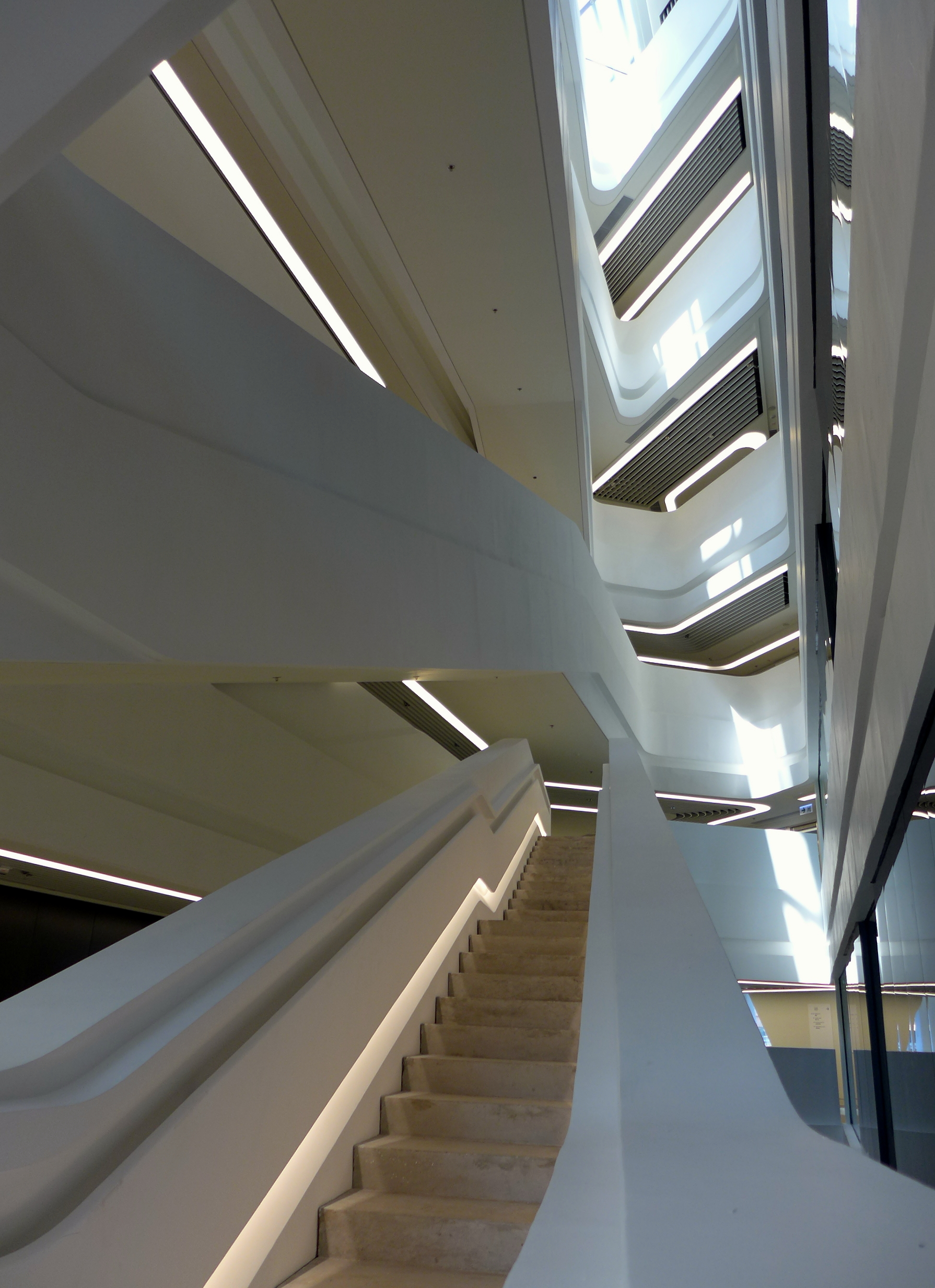
大樓內部樓梯
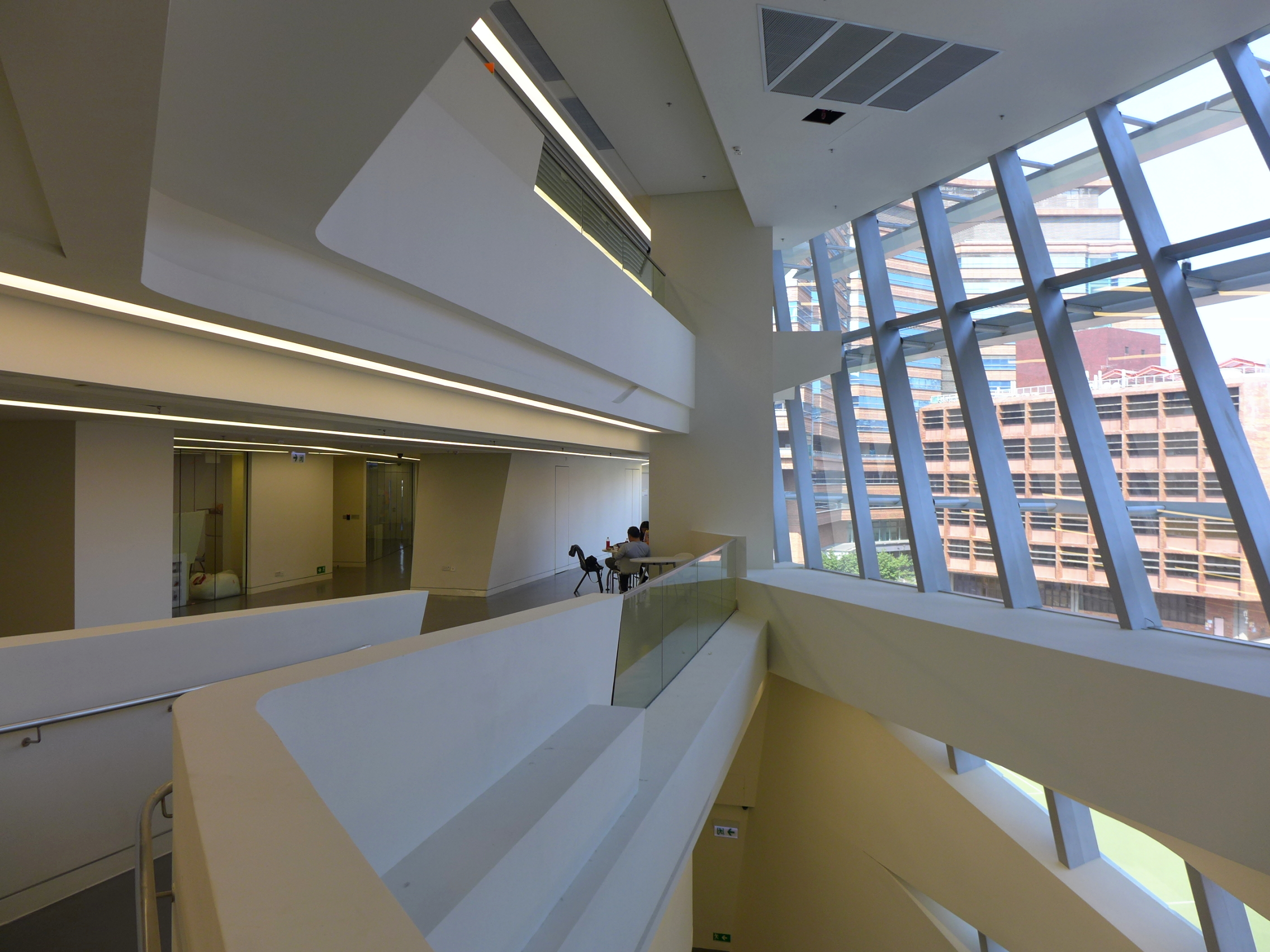
公共空間
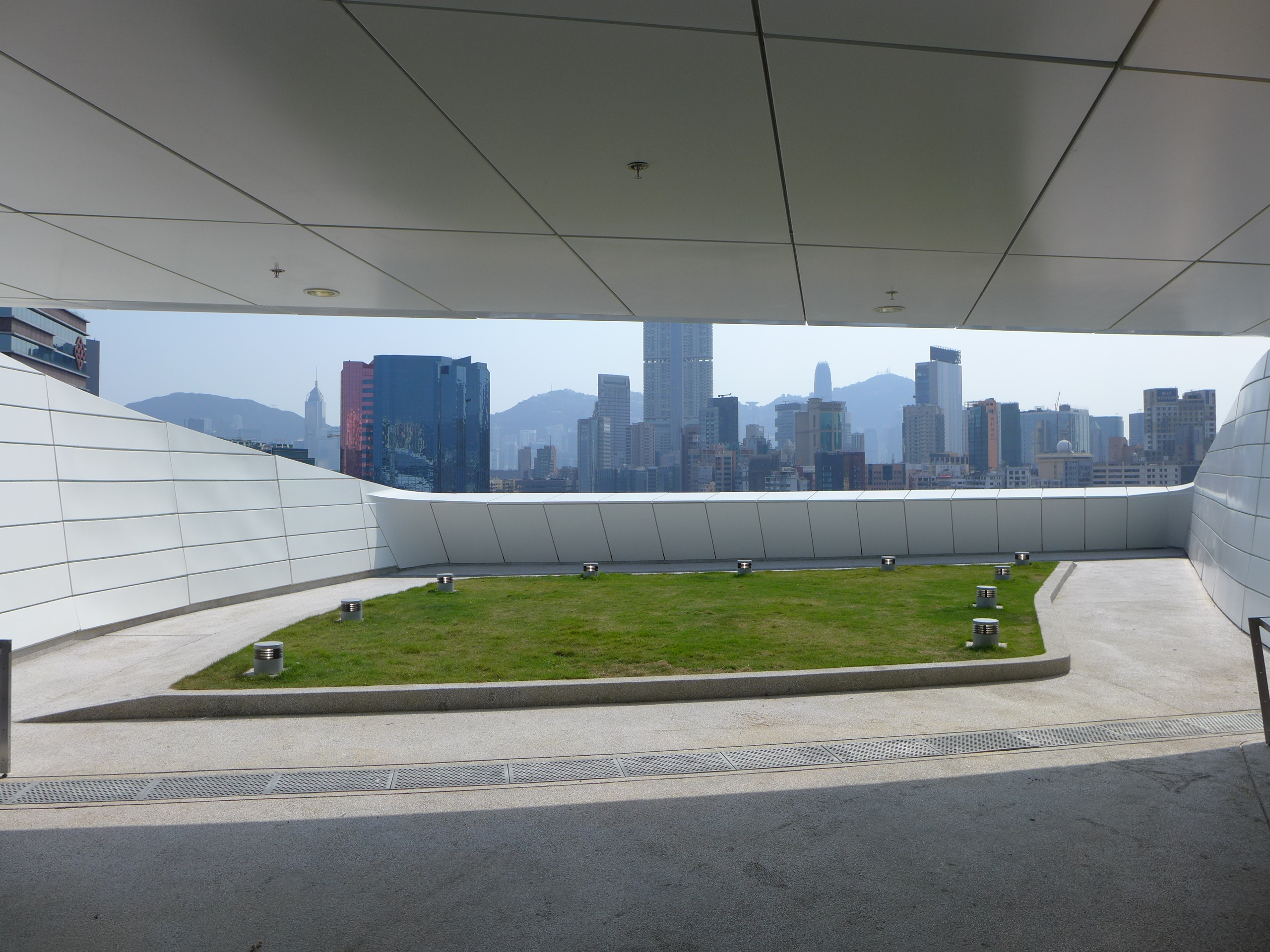
戶外平台

## 外部連結
- 官方网站
- Zaha Hadid Architects – Innovation Tower